# Torneo de Bastad 2025
El Nordea Open 2025 fue un torneo de tenis perteneciente al ATP Tour 2025 y a la WTA 125K serie 2025 en la categoría ATP Tour 250 y WTA 125s. El torneo tuvo lugar en la ciudad de Bastad (Suecia), desde el 14 hasta el 20 de julio de 2025 para los hombres y del 7 hasta el 13 de julio de 2025 para las mujeres sobre tierra batida.

## Distribución de puntos
| Categoría            | G   | F   | SF  | CF | R16 | R32 | C  | C2 | C1 |
| Individual masculino | 250 | 165 | 100 | 50 | 25  | 0   | 13 | 7  | 0  |
| Dobles masculino     | 250 | 150 | 90  | 45 | 20  | 0   | -  | -  | -  |

## Cabezas de serie

### Individuales masculino
| Tenista              | Ranking | Preclasificados |
| Francisco Cerúndolo  | 19      | 1               |
| Tallon Griekspoor    | 29      | 2               |
| Nuno Borges          | 37      | 3               |
| Sebastián Báez       | 38      | 4               |
| Camilo Ugo Carabelli | 56      | 5               |
| Luciano Darderi      | 59      | 6               |
| Damir Džumhur        | 67      | 7               |
| Vít Kopřiva          | 78      | 8               |

- Ranking del 30 de junio de 2025.[3]

### Dobles masculino
| Tenista                       | Ranking | Preclasificado |
| Guido Andreozzi Sander Arends | 80      | 1              |
| Romain Arneodo Manuel Guinard | 84      | 2              |
| André Göransson Orlando Luz   | 84      | 3              |
| Adam Pavlásek Jan Zieliński   | 87      | 4              |

### Individuales femenino
| Tenista                | Ranking | Preclasificada |
| Lucia Bronzetti        | 63      | 1              |
| Loïs Boisson           | 66      | 2              |
| Moyuka Uchijima        | 72      | 3              |
| Nuria Párrizas         | 83      | 4              |
| Mayar Sherif           | 86      | 5              |
| Antonia Ružić          | 91      | 6              |
| Dalma Gálfi            | 110     | 7              |
| Elisabetta Cocciaretto | 116     | 8              |

- Ranking del 30 de junio de 2025.

### Dobles femenino
| Tenista                            | Ranking | Preclasificadas |
| Makoto Ninomiya Moyuka Uchijima    | 156     | 1               |
| Jesika Malečková Miriam Škoch      | 185     | 2               |
| Anastasia Dețiuc Darja Semeņistaja | 231     | 3               |
| Jessie Aney Jessica Failla         | 241     | 4               |

## Campeones

### Individual masculino
Luciano Darderi venció a  Jesper de Jong por 6-4, 3-6, 6-3

### Individual femenino
Elisabetta Cocciaretto venció a  Katarzyna Kawa por 6-3, 6-4

### Dobles masculino
Guido Andreozzi /  Sander Arends vencieron a  Adam Pavlásek /  Jan Zieliński por 6-7(4-7), 7-5, [10-6]

### Dobles femenino
Jesika Malečková /  Miriam Škoch vencieron a  Irene Burillo /  Berfu Cengiz por 6-4, 6-3